# Stadio Mirabello
Lo stadio comunale Mirabello è un impianto sportivo di Reggio Emilia; fu per lungo tempo il principale terreno di gioco dell'AC Reggiana 1919, fino alla costruzione dello stadio Giglio.

## Storia

### Le origini
Le origini del nome Mirabello sono da ricercare nell'appellativo con cui per diversi secoli venne denominata la zona cittadina, oggi omonimo quartiere, a sud della chiesa di San Pietro; si ipotizza che l'assenza di ostacoli visivi offrisse un pregevole panorama verso le campagne.
Agli inizi del XX secolo l'appezzamento di proprietà del Comune di Reggio Emilia era in concessione ai militari dell'Arma del genio ed utilizzato dagli stessi per manifestazioni ippiche.
Già nel 1910 il terreno iniziò ad essere impiegato saltuariamente per le partite di calcio e nel 1913 venne costruita la prima recinzione in legno provvisoria.
Superata la battuta d'arresto causata dalla Grande Guerra, fu con la costituzione della Reggiana nel 1919 che cominciò a diventare un vero e proprio stadio. L'allora presidente granata, il conte Giuseppe Cassoli, per delimitare il campo fece costruire una cinta muraria alta oltre due metri e provvista di quattro porte d'accesso: tre sul lato nord e una sul lato est; fece inoltre edificare una struttura adibita a spogliatoi e biglietteria.
Nel 1920 fu costruita una tribuna in legno, coperta nel 1921; nel 1924, in occasione della prima promozione della Reggiana in Prima Divisione, vennero edificate tre gradinate in legno dietro le due porte e nel 1925 una gradinata in legno contrapposta alla tribuna.

### Il secondo dopoguerra e gli anni 1980
Fino alla seconda guerra mondiale esso si trovò ai margini tra città e campagna; fu col boom economico che il Mirabello venne circondato dagli edifici popolari diventando parte integrante della città.
Nel 1946 venne ricostruita la tribuna in cemento; nel 1958 vennero edificati i distinti e la gradinata sud in tubolari, mentre nel 1964 vennero alzate in tubolari anche le due gradinate a fianco dei distinti.
Divenute datate all'inizio degli anni 1980 quando la Reggiana tornò in Serie B, le gradinate in tubolari e legno vennero soppiantate da fabbricati in cemento; il Mirabello venne praticamente ricostruito su tutto il perimetro e, con le norme dell'epoca, l'impianto arrivò a contenere oltre 20000 spettatori. La scelta di ristrutturazione si rivelò in parte una mossa azzeccata, dato che pochi anni più tardi, il 23 maggio 1993, Giuseppe Marchioro portò la Reggiana fino in Serie A. La capienza dello stadio venne però presto ridotta a 15500 posti.

### L'abbandono della Reggiana
Nel contempo lo stadio, ormai completamente inglobato in città dall'espansione urbanistica, mostrò evidenti segni d'inadeguatezza per ospitare una squadra in Serie A; così iniziarono i piani per la costruzione di un nuovo stadio, il Giglio, esterno alla città e molto più moderno.
Il 2 aprile 1995 la Reggiana disputò la sua ultima partita al Mirabello prima di trasferirsi nel nuovo impianto, perdendo 0-1 contro l'Inter.
Nelle stagioni seguenti il Brescello, promosso in Serie C1, ottenne l'utilizzo del campo, fino al 2000-01 quando venne retrocesso nelle serie minori.
Dopo quell'anno il Mirabello venne parzialmente smantellato, mantenendo intatta solo la tribuna principale, e utilizzato per spettacoli e incontri di vario genere. Anche la capienza fu quindi drasticamente ridimensionata, passando da 15500 a 4500 posti a sedere.

### Calcio femminile
L'impianto continua a essere utilizzato per gli incontri interni del campionato italiano femminile di calcio prima dalla Reggiana poi dal subentrato Sassuolo fino alla stagione 2018-2019 quando la società sposta le partite casalinghe allo Stadio Enzo Ricci di Sassuolo.

### Il rugby
Dopo l'utilizzo della società calcistica del Brescello, nei primi anni 2000 l'impianto venne utilizzato per ospitare le partite casalinghe del Rugby Reggio militante in serie A, la seconda divisione nazionale. Lo stadio rimase al rugby fino al 2008, nonostante la squadra non venisse iscritta al campionato di serie A, ripartendo dalla serie C.
Già nel biennio 2011-12 vennero disputate sporadicamente alcune gare di campionato, e dal 2016 il Rugby Reggio (oggi Valorugby Emilia) tornò stabilmente a giocare sul campo del Mirabello.

### Progetti futuri
Nel 2015 il Comune di Reggio Emilia dispone la realizzazione e la riqualificazione dell'esterno della tribuna principale dello Stadio, mediante la realizzazione di un murale raffigurante gli eroi della storia granata. La gestione viene affidata alla Rugby Reggio, dove gioca le proprie partite casalinghe, fino al febbraio 2018 dove, dopo un'asta, torna alla Reggiana assieme alla società Boxe Tricolore e allo sponsor Olmedo. Il progetto prevede la ristrutturazione del bar, della zona stampa e di nuovi locali, per sfrutturalo come museo della Reggiana a e farci giocare le giovanili, oltre a permettere la disputa delle partite interne del Rugby Reggio.

## Incontri internazionali di rilievo

### Rugby a 15 femminile
| Arbitro: | Tim Baker |

|             |      |                                                                |
| Ruzza 35’   | mt   | 6’ Bern 52’, 65’, 80+2’ Hunter 55’ Cleall 58’ Dow 68’ Kildunne |
| Sillari 35’ | tr   | 6’, 65’ Daley-McLean                                           |
|             | c.p. | 42’ Daley-McLean                                               |

## Arena estiva per eventi
Dal 2007, su iniziativa di Medials Live, il Mirabello diventa luogo dedicato ad eventi e spettacoli, inaugurando così il primo cartellone di spettacoli estivi denominato Mirabello Aria Aperta. Grazie alla centralità e alla vicinanza a mezzi di trasporto e parcheggi, l'ex stadio cittadino rinasce a luogo perfetto per l'intrattenimento.

### Mirabello Aria Aperta
Mirabello Aria Aperta è una rassegna di spettacoli, ideata e organizzata da City Medial Two - Medials Live, che si tiene dal 2007 presso lo stadio comunale Mirabello di Reggio Emilia.
- 2007 - Peter Pan, il musical (lunedì 25 giugno)
- 2007 - CLIMARE: Acqua, Aria, Fuoco, Terra (sabato 7 luglio)
- 2008 - CLIMARE: Acqua, Aria, Fuoco, Terra (sabato 5 luglio)
- 2008 - Gogol Bordello (martedì 26 agosto)
- 2010 - Aterballetto in Certe notti (giovedì 24 giugno)
- 2010 - Deep Purple (giovedì 22 luglio)
- 2015 - Romeo e Giulietta - Ama e cambia il mondo (25-26-27 giugno)
- 2015 - Negrita (sabato 25 luglio)
- 2016 - Max Pezzali (domenica 3 luglio)
- 2016 - Negramaro (venerdì 15 luglio)
- 2016 - Afterhours (sabato 16 luglio)